# Державна інспекція України з контролю за цінами
Державна інспекція України з контролю за цінами — центральний орган виконавчої влади, діяльність якого спрямовується і координується Кабінетом Міністрів України через Міністра економічного розвитку і торгівлі України.
Основні завдання ДЦІ:
- реалізація державної політики з контролю за цінами шляхом:
  - проведення постійного моніторингу, аналізу і дослідження динаміки цін (тарифів) на споживчому ринку та оперативне забезпечення Кабінету Міністрів України, органів державної влади прогнозно-аналітичними матеріалами щодо очікуваних змін цінової ситуації в державі;
  - внесення Міністрові, центральним і місцевим органам виконавчої влади пропозицій щодо визначення методів впливу на економічні процеси та цінову ситуацію на споживчому ринку;
  - надання у випадках, передбачених законодавством, висновків щодо економічного обґрунтування витрат під час формування цін (тарифів) на товари, роботи і послуги, щодо яких запроваджено державне регулювання цін (тарифів);
- внесення на розгляд Міністра пропозицій щодо формування державної політики з контролю за цінами.

Ліквідована постановою КМУ станом на сьогодні.